# Високий (Україна)
Висо́кий — село Харківського району Харківської області, знаходиться за 15 км на південний захід від Харкова. Центр Височанської селищної громади.

## Географія
Село знаходиться між містом Південне та селом Покотилівка. На відстані 3 км протікає річка Ржавчик та за 4 км — річка Мерефа.
До селища примикають селище Нова Березівка та село Ржавець.
Через Високе проходить частина харківської окружної дороги, автомобільна дорога М18 (E105), а також залізниця, що має на території селища три зупинні платформи Науковий, Високий, Зелений Гай. Селище оточують лісові масиви (дуб).

## Історія
Засновано Високий в 1904 році як селище службовців Південної залізниці. Земельними ділянками в селищі володіли 350 чоловік. У 1920-ті роки населення Високого значно збільшилося за рахунок забудов в основному робітниками та службовцями м. Харкова. Поруч з'явилися нові селища: Зелений Гай (1907), Науковий (1935), Новий Високий (1957). У 1964 році вони разом з хутором Відпочинок ввійшли до складу Високого.
У 1941–1943 рр. Високий було зайняте німецькими військами. Остаточно червоні повернули контроль над селом у серпні 1943 року. В роки нацистсько-радянської війни 968 мешканців селища билися з загарбниками на фронтах, з них 124 загинули.
У Високому проживав та помер бандурист Олександр Досенко-Журба.

## Населення

### Мова
Розподіл населення за рідною мовою за даними перепису 2001 року:
| Мова            | Кількість | Відсоток |
| --------------- | --------- | -------- |
| російська       | 6620      | 57.99%   |
| українська      | 4571      | 40.04%   |
| вірменська      | 7         | 0.06%    |
| білоруська      | 4         | 0.04%    |
| інші/не вказали | 213       | 1.87%    |
| Усього          | 11415     | 100%     |

## Спорт
У Високому знаходиться навчально-тренувальна база харківського футбольного клубу «Металіст 1925».
По вулиці Спортивна  знаходиться селищний Стадіон для гри в футбол. Також неподалік знаходиться волейбольне поле та літній майданчик з тренажерами.   

## Культура
З 1 вересня з 1989 року працює Височанська дитяча школа мистецтв, яка навчає дітей шкільного віку мистецтву фортепіано, гітари, скрипки, сольного співу, баяна, акордеона, образотворчого мистецтва.

## Пам'ятки
- На старому цвинтарі, де поховано в братській могилі бійців Радянської Армії, які визволяли селище в серпні 1943 року, встановлено пам'ятник «Батьківщина-мати».
- Меморіальний будинок-музей Гната Хоткевича було відкрито у  1995 р. який є філією Харківського літературного музею.[4]. Хоткевич Гнат Мартинович - український музикант, письменник, історик, композитор, мистецтвознавець, етнограф, педагог, театральний і громадсько-політичний діяч, (1877—1938).

## Галерея

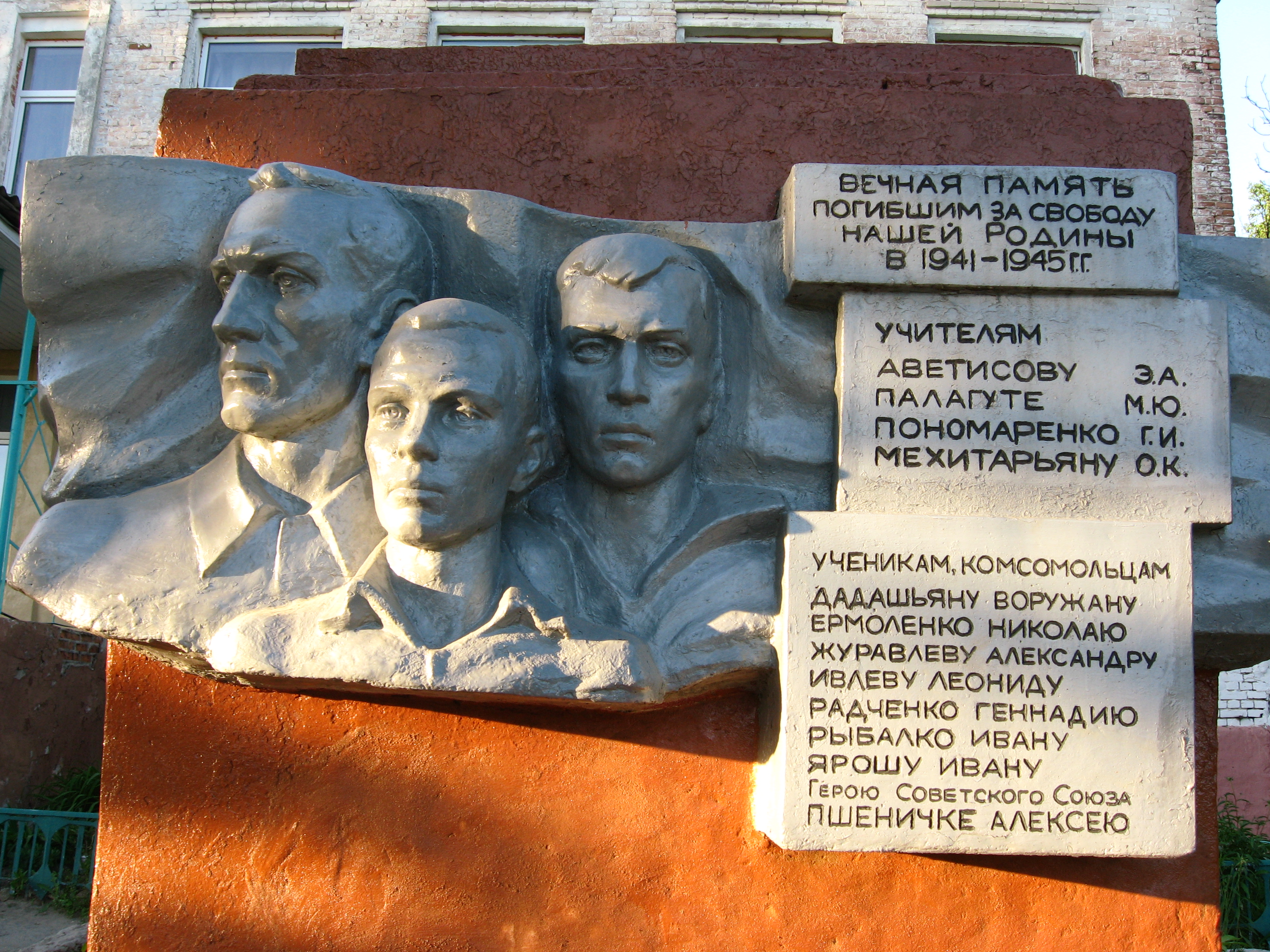
Школа №1. Поряд меморіал загиблим у другій світовій війні школярам та викладачам
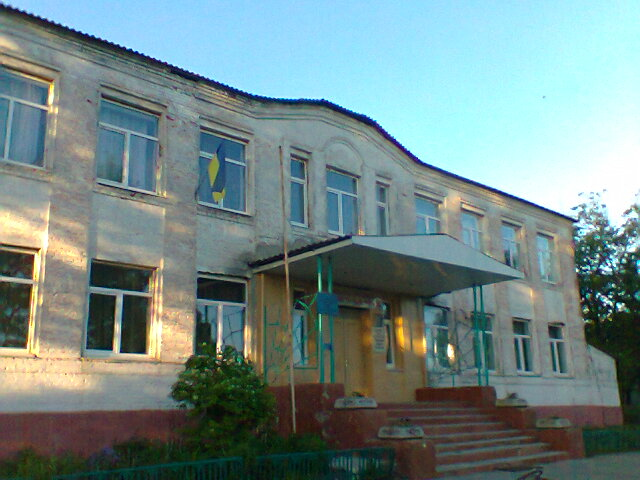
Школа №1. Поряд меморіал загиблим у другій світовій війні школярам та викладачам
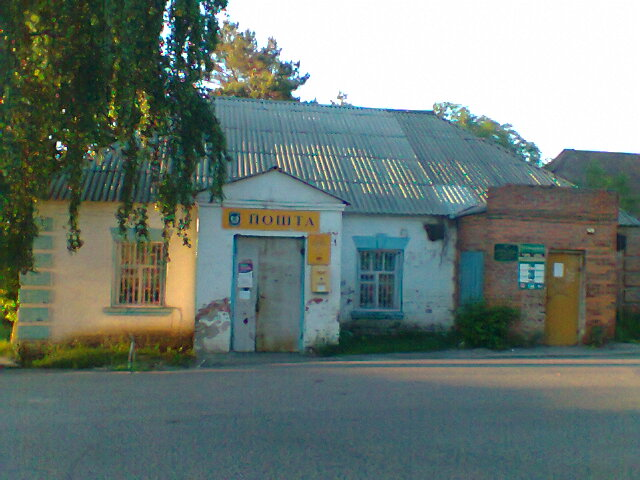
Місцева пошта поряд відділення Ощадбанку
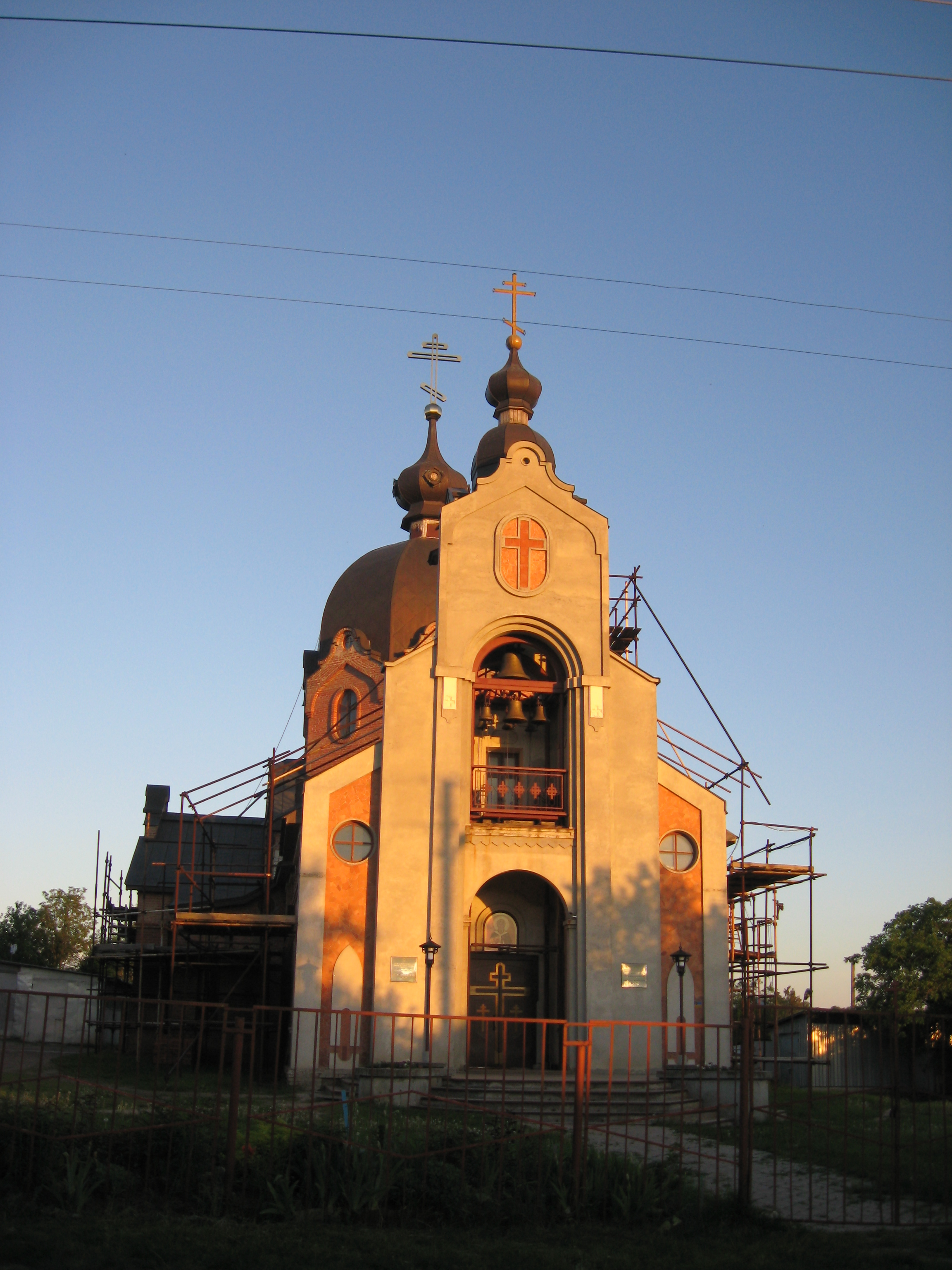
Місцева церква, що добудовується, але служби вже проводяться
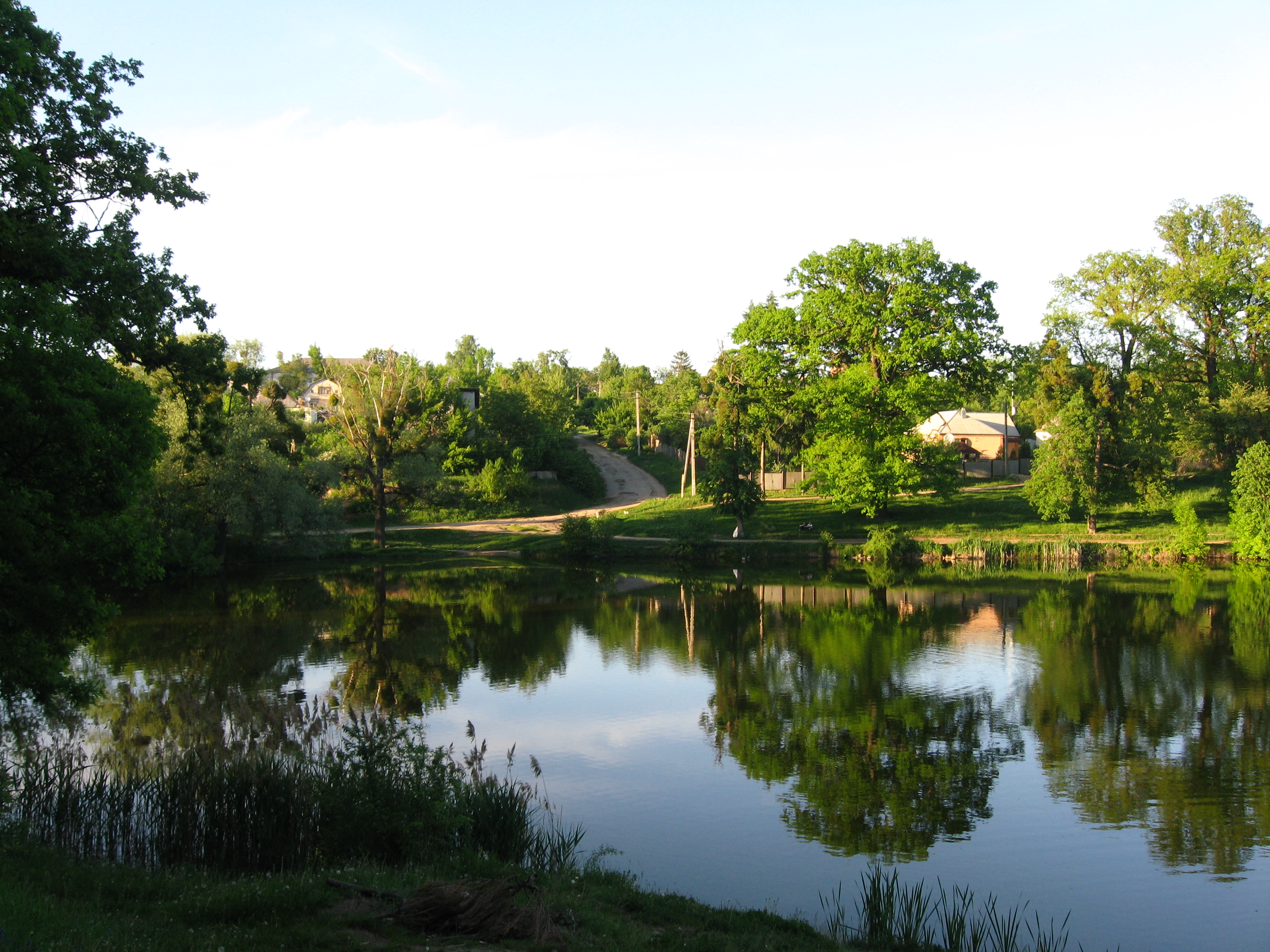
Перлина селища
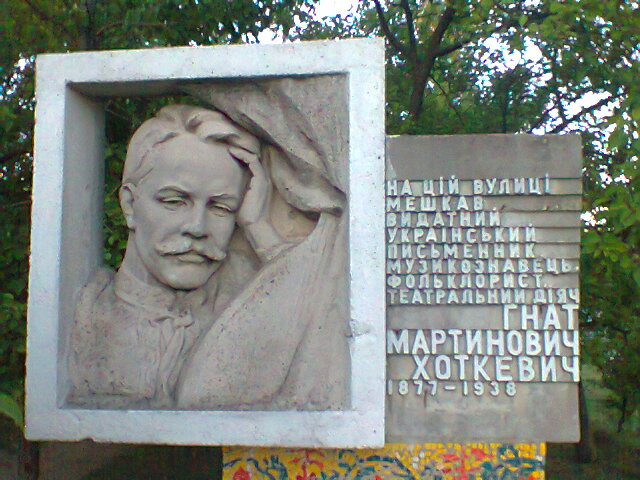
Дом-музей Г.Хоткевича , що проживав у селищі Високий
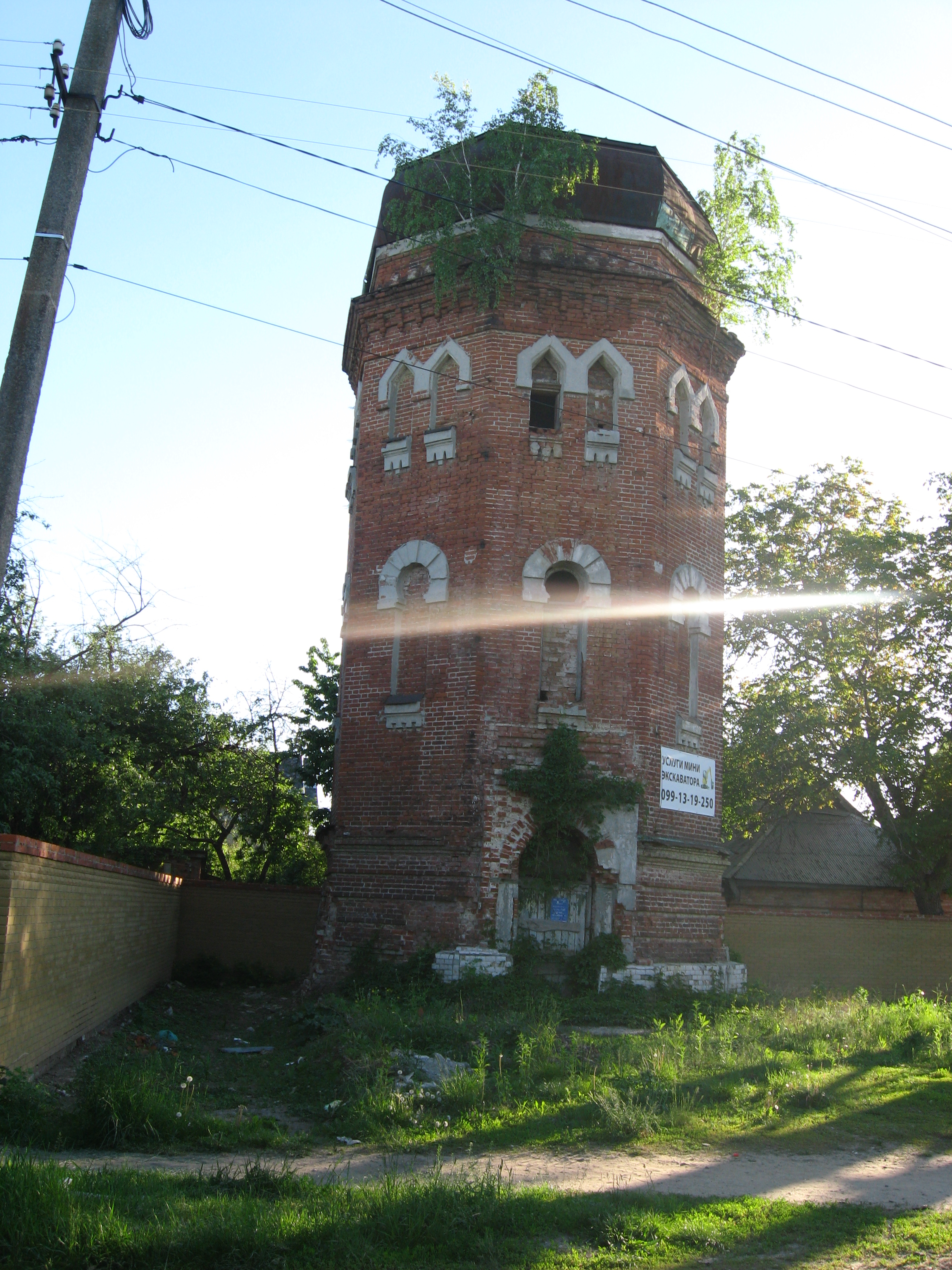
Стара водяна вежа збудована , ще за довоєнних часів, нині не працює.
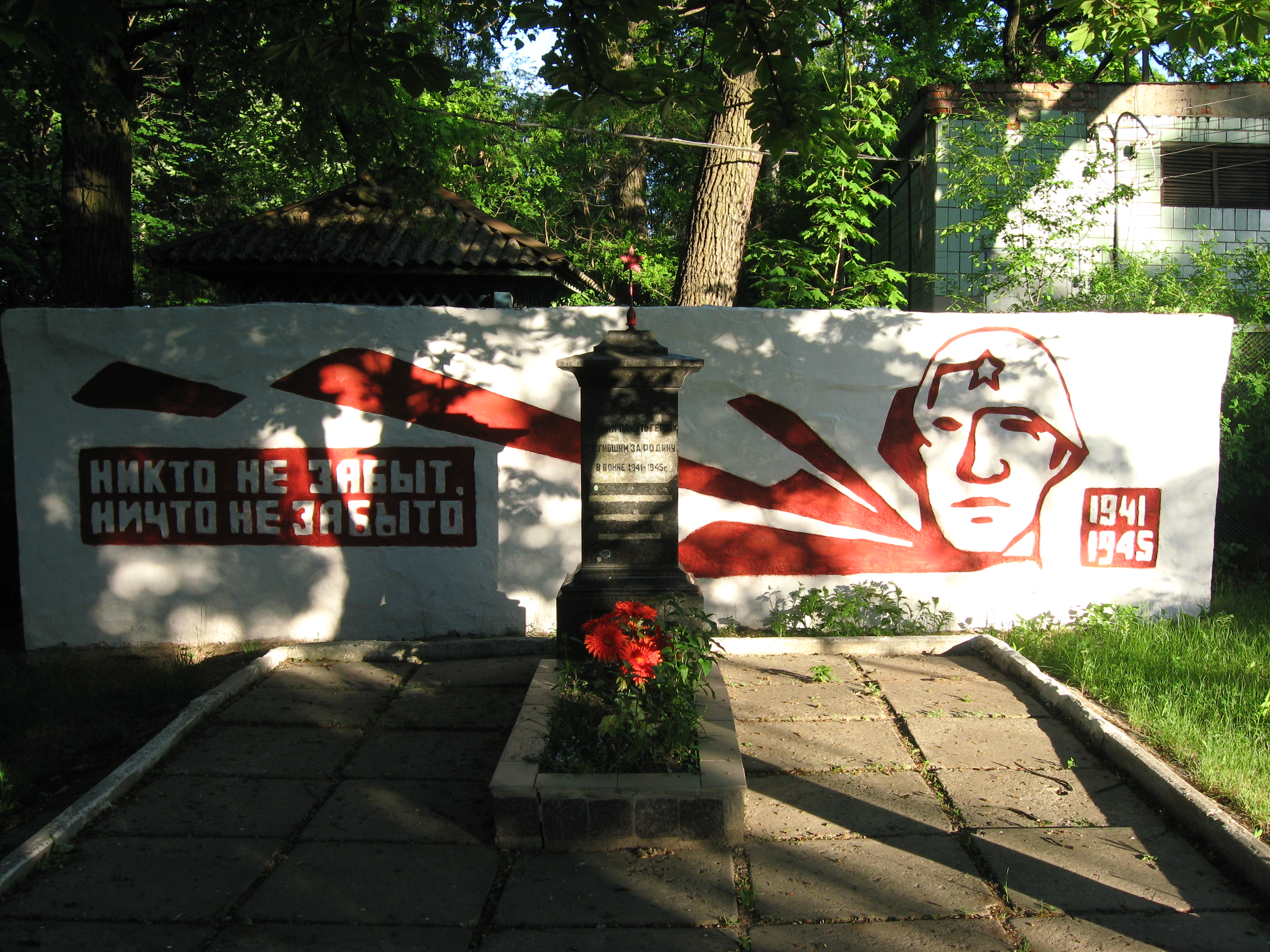
Пам'ятний знак воїнам, загиблим у 1941-1945
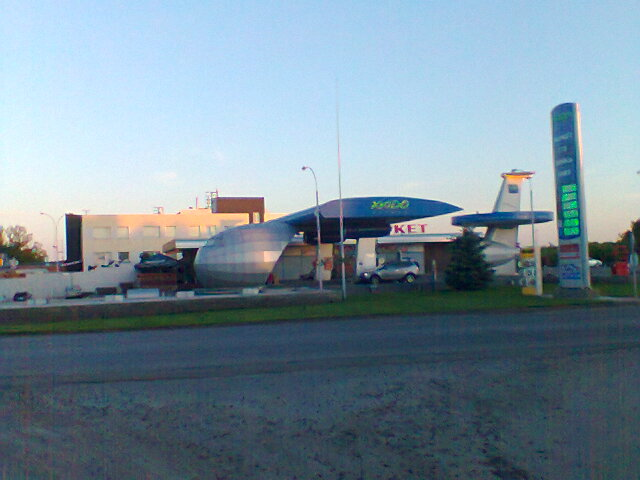
Унікальна заправна станція у вигляді літака.
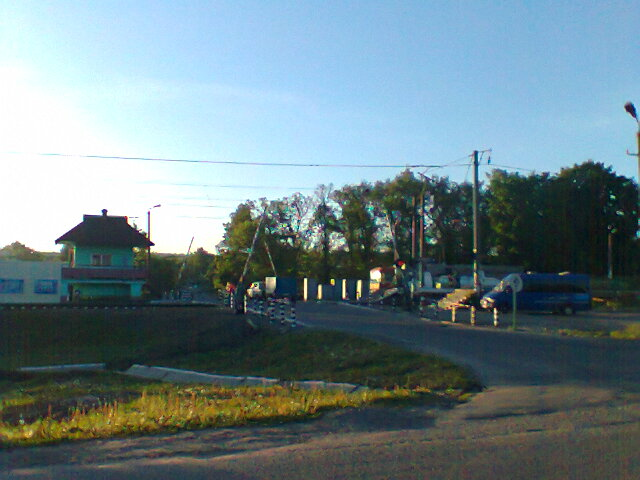
Залізнична платформа Високий
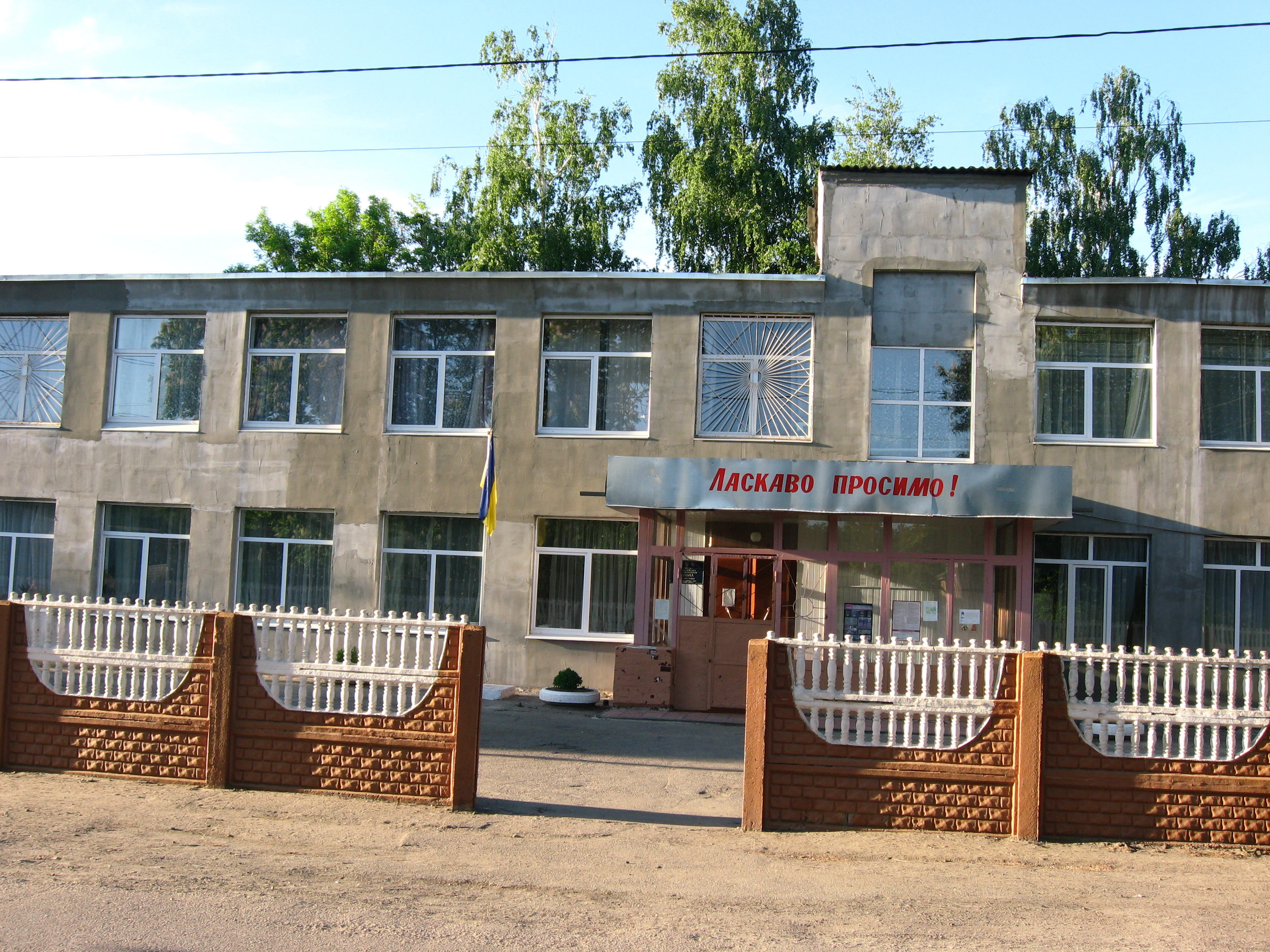
Зеленогайська школа(№3)
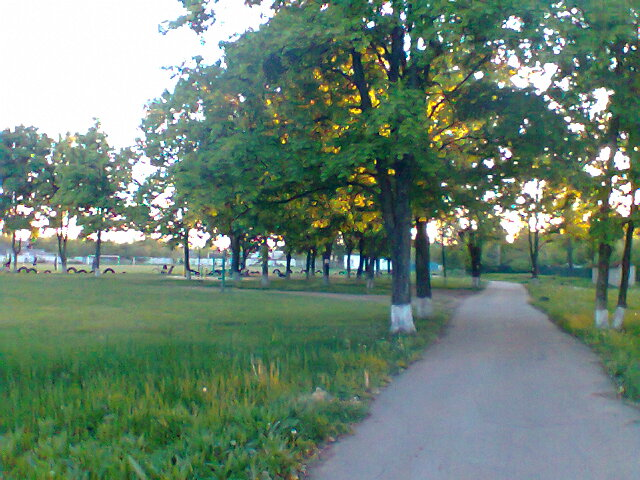
Місцевий парк та стадіон.